# امباندرو
امباندرو (به لاتین: Ambondro) یک سکونتگاه مسکونی در ماداگاسکار است که در آندروی واقع شده‌است.

## خصوصیات
امباندرو ۱۰٬۰۰۰ نفر جمعیت دارد و ۲۰۲ متر بالاتر از سطح دریا واقع شده‌است.